# Mac Dre
Andre Louis Hicks, conocido como Mac Dre (Oakland, California; 5 de julio de 1970-Kansas City, Misuri; 1 de noviembre de 2004), o por muchos apodos que se puso su mismo como Mac Drizzle, Mac Dreezy, Andre Macassy, Ronald Dregan, Pill Clinton o Mac Drevious entre otros, fue un rapero estadounidense del área de la bahía de San Francisco que debutó ante el público a mediados del año 1990.
Fue el creador de un tipo de baile conocido como "Thizzle Dance". Después de haber grabado tres álbumes entre 1989 y 1991, Mac Dre fue acusado de ser parte del robo (planificado) de un banco. Según se afirma, él era inocente pero nunca cooperó con la policía. En 1992 fue sentenciado a 5 años de prisión por no delatar a sus amigos que estaban implicados en dicho crimen.
Siguió escribiendo sus canciones en su celda e incluso grabó un álbum (Back in da' hood) por teléfono desde la cárcel.
Después de salir de la cárcel se puso a trabajar fuerte en su música y fue fundador de la empresa productora Thizz Ent (thizz es otro nombre para el MDMA). Era uno de los líderes del movimiento HYPHY que supo emocionar a la gente de su región y parecía que él estaba destinado a la fama y la riqueza. Justo cuando la gente de afuera de su región empezó a reconocer su gran talento a nivel nacional y mundial, fue asesinado.
El 1 de noviembre, en Kansas, un auto tiroteó el vehículo donde viajaba Mac Dre y otros raperos de la empresa productora Thizz, resultando muerto Mac Dre. 
Su muerte fue denunciada por millones de fanes, y actualmente tiene su lugar al lado de Tupac Amaru Shakur, The Notorious B.I.G., Eazy-E, Big L, Big Pun, y otros mártires del hip-hop en los corazones de aficionados de este música.

## Prisión
En 1992 Mac Dre fue acusado de conspiración para cometer un robo y fue sentenciado a 5 años de prisión después de que se negase a informar a la policía sobre sus socios. En el momento Hicks era el dueño del sello discográfico, Romp Productions. Hicks no fue puesto en libertad hasta 1997. 
Más tarde J-Diggs, un miembro de la tripulación Romper Room y amigo de acompañamiento de Dre a Fresno, declaró: "Dre no tiene nada que ver con ningún robo y fue condenado por la negativa a dar información a la policía".
Mientras que en Lompoc, Mac Dre pasaría a obtener su GED; afirmó: "yo no tenía nada más que hacer, tuve que volver y conseguir la mía". A la espera de juicio, Hicks grabaría un álbum a través del teléfono, burlándose de los funcionarios encargados de hacer cumplir la ley. También afirmó crédito por mostrar Anarae Brown, también conocido como X-Raided, por grabar canciones a través del teléfono.

## Asesinato
Mac Dre y miembros de Thizz fueron llamados para hacer un show en Kansas City el 31 de octubre de 2004. Al parecer, hubo una disputa de pago con el promotor del club. Mac Dre dejó el programa después de la controversia y volvió a su habitación de hotel. En las primeras horas de la mañana del 1 de noviembre, sobre la Ruta 71 en Kansas City, Misuri, asaltantes desconocidos en un robo negro Infiniti G35 comenzaron a disparar contra la camioneta blanca en la que Hicks iba como pasajero. El conductor se estrelló y pudo llegar a un teléfono para llamar al 911, pero Hicks fue declarado muerto en la escena de una herida de bala en la parte posterior del cuello. No ha habido pistas sobre el autor y el caso actualmente sigue sin resolverse. Hicks fue enterrado en el cementerio del Mountain View en Oakland. En 2006, su tumba fue robada del cementerio.

## Discografía
- Back 'N Da Hood (1992)

- Young Black Brotha (1993)

- The Rompalation (1996)

- Stupid Doo Doo Dumb (1998)

- Rapper Gone Bad (1999)

- Rompalation II: An Overdose (1999)

- Heart of a Gangsta, Mind of a Hustla, Tongue of a Pimp (2000)

- Mac Dre's the Name (2001)

- It's Not What You Say... It's How You Say It (2001)

- The Cutthroat Committee: Turf Buccaneers (2001)

- Thizzelle Washington (2002)

- Al Boo Boo (2002)

- Ronald Dregan: Dreganomics (2004)

- The Game Is... Thick: Part 2 (2004)

- The Genie of the Lamp (2004)

- Stupid Doo Doo Dumb

- The Appearances (2005)

- Da U.S. Open (2005)